# Broadhurst Theatre
Il Broadhurst Theatre è un teatro di Broadway sito nel quartiere di Midtown Manhattan a New York.

## Storia
Il teatro, progettato da Herbert J. Krapp, aprì al pubblico il 27 settembre 1917. Il teatro gestito e posseduto dalla Shubert Organization, è stato battezzato così in onore del drammaturgo George Broadhurst.
Il teatro fu inaugurato con la prima statunitense del dramma Misalliance di George Bernard Shaw. Nel 1944 il teatro ospitò la prima di Dieci piccoli indiani, una versione dell'omonimo romanzo adattata per le scene dalla stessa Agatha Christie. Nel 1956 invece la commedia Zia Mame ottenne un grande successo e rimase in scena per oltre seicento rappresentazioni, anche grazie all'acclamata interpretazione di Rosalind Russell nel ruolo della protagonista Mame Dennis. Nel 1959 il Broadhurst Theatre vide il debutto del musical Fiorello!, che vinse il Premio Pulitzer per la drammaturgia. Negli anni sessanta il Broadhurst ha invece ospitato la prima del musical Cabaret, rimasto in scena a Broadway per oltre mille rappresentazioni, e il modesto successo di More Stately Mansions che, pur essendo una delle opere minori di Eugene O'Neill, annoverava un cast di star tra cui Ingrid Bergman e Colleen Dewhurst. Nel 1969 la commedia di Woody Allen Provaci ancora, Sam fece il suo debutto proprio al Broadhurst, con lo stesso Allen e Diane Keaton nei ruoli principali che avrebbero interpretato anche nell'adattamento cinematografico del 1972.
Nel 1980 il teatro ospitò la prima di Broadway del dramma di Peter Shaffer Amadeus, che rimase in cartellone per oltre mille rappresentazioni, mentre nel 1984 Dustin Hoffman calcò le scene del teatro in Morte di un commesso viaggiatore. Negli anni novanta il teatro ha ospitato il musical di Andrew Lloyd Webber Aspects of Love, il musical di John Kander e Fred Ebb Kiss of the Spider Woman (1993) e la rivista Fosse (1999). Negli anni duemila il Broadhurst Theatre ha allestito un revival del musical di Stephen Sondheim Into the Woods (2002) e un revival di Les Misérables rimasto in scena per due anni tra il 2006 e il 2008. Sempre nel 2008 Daniel Radcliffe fece il suo debutto a Broadway nel dramma Equus, mentre l'anno successivo Jude Law calcò le scene del Broadhurst nel ruolo di Amleto. Dal 2013 al 2015 il teatro ha ospitato il musical Mamma Mia!, seguito da Anastasia tra il 2017 e il 2019 e un revival di Frankie and Johnny in the Clair de Lune con Audra McDonald e Michael Shannon. Dal marzo 2020 al gennaio 2021 il teatro resta chiuso a causa della Pandemia di COVID-19 del 2019-2021.
Altre acclamate star che hanno recitato al Broadhurst nel corso della sua storia sono Katherine Hepburn, Helen Mirren, Ian McKellen, Barbara Cook, Lotte Lenya, Joel Grey, Vanessa Williams, Alan Arkin, Al Pacino, Tim Curry, Linda Lavin, Jerry Seinfeld, Janet McTeer, Hugh Jackman, Blair Underwood, Tom Hanks e Bruce Willis.